# 緑ヶ丘カンツリークラブ
緑ヶ丘カンツリークラブ（みどりがおかカンツリークラブ）は、 愛知県名古屋市守山区吉根にあるゴルフ場である。

## 概要
名古屋市の栄からごく近い立地で、小幡緑地から名古屋テレビ塔が、日本アルプスも望める景勝地である。コース設計者の上田治は、制作意欲が刺激されたとまで言わしめた。
この土地は、名古屋財界の阿部公三郎の私有地であった。元は愛知県の林紡績の所有地であったが、頼られた阿部が個人として購入。住宅開発する構想だったが、守山市（当時、のち守山区）が、人口が増加すると学校を増設する必要があるとして反対したため、ゴルフ場として開発することにしたものである。阿部は、家族連れで楽しむ大衆的なゴルフ場を志向し、パブリック制のゴルフ場として、1959年（昭和34年）11月8日開場した。1964年（昭和39年）3月、会員制に変更されている。
創業者の阿部は、1897年（明治30年）、愛知県海東郡神守村（津島市神守町）に生まれた。名古屋の木材問屋で丁稚奉公、名古屋野砲第3連隊を経て、1923年（大正12年）に阿部製材所を設立した。日中戦争の軍需により拡大し、名古屋財界において地位を築いた。戦後の1950年（昭和25年）10月30日、松坂屋とトヨタグループの出資で、東洋プライウッド株式会社を設立。会長・豊田利三郎、社長の佐々部晩穂などの名古屋財界が揃う中、副社長の椅子に収まった。

## 所在地
〒463-8505：愛知県名古屋市守山区吉根長廻間3241番地　

## コース情報
- 開場日 - 1959年（昭和34年）10月25日
- 設計者 - 上田 治[4]
- 面積 - 820,000m2（約24.8万坪）
- コースタイプ - 丘陵コース
- コース - 18ホールズ、パー72、6,809ヤード、コースレート73.4
- フェアウェー - コウライ
- ラフ - ノシバ
- グリーン - 2グリーン、コウライ
- ラウンドスタイル - キャディ付 歩行又は乗用カート
- 練習場 - 22打席 250ヤード
- 休場日 - 毎週月曜日、12月31日、1月1日[5]

## クラブ情報
- ハウス面積 - 4,026m2（1,217.8坪）
- ハウス設計 - 株式会社竹中工務店
- ハウス施工 - 株式会社竹中工務店[5]

## ギャラリー
- コース - [6]
- ハウス - [7]

## 交通アクセス

### 鉄道
- JR中央本線 - 新守山駅よりタクシー利用で約10分。
- 名鉄瀬戸線 - 小幡駅より タクシー利用で約10分[8]。

### 道路
- 東名高速道路 - 守山PAより約2.5km。
- 名古屋第二環状自動車道 - 小幡ICより約2.5km[8]。